# Národní parlament dětí a mládeže
Národní parlament dětí a mládeže (NPDM) byl celorepublikový projekt, který umožňoval mladým lidem participaci na věcech veřejných.
Jednalo se o strukturu parlamentů dětí a mládeže (PDM). Tyto samosprávné studentské orgány pracují jak na školách (ZŠ a SŠ), tak i na městech a v krajích. NPDM bylo vrcholným orgánem zastupitelské demokracie, kde se delegovaní zástupci, kteří měli mandát svých krajských PDM, společně scházeli a jednají o tématech, která se přímo i nepřímo týkají dětí a mládeže v České republice.
NPDM mělo zvolené předsednictvo, které bylo tvořeno 28 mladými lidmi (vždy 2 osoby za jeden kraj ČR) a ti po celé své (roční) funkční období pracovali na problémech, projektech a realizaci celého NPDM. Z předsednictva byla volena Rada NPDM, ze které bylo následně voleno vedení (předseda, 1. místopředseda, 2. místopředseda). V rámci NPDM fungovalo pět výborů.
Projekt neměl vlastní právní subjektivitu byl realizován v rámci programu Participace neziskové organizace DUHA, který formálně zastupovala koordinátorka Jana Strnad Votavová.

V roce 2021 však došlo ke sporům o směřování projektu mezi vedením (v čele s Kamilem Černým) a koordinátorkou Janou Votavovou a projekt byl pozastaven. Bývalé vedení a část předsednictva NPDM však založila vlastní organizaci Parlament dětí a mládeže České republiky (PDM ČR), která je již řízená pouze středoškoláky a žáky základních škol. Parlament tak pokračuje bez vlivu dospělého koordinátora a navazuje v myšlence participace pomocí pyramidové struktury.